# Acartia centrula
Acartia centrula är en kräftdjursart som beskrevs av Giesbrecht 1889. Acartia centrula ingår i släktet Acartia och familjen Acartiidae. Inga underarter finns listade i Catalogue of Life.